# Tim Cain
Tim Cain là một nhà phát triển trò chơi điện tử người Mỹ được biết đến nhiều nhất là nhà sản xuất, lập trình viên chính và là một trong những nhà thiết kế chính của trò chơi máy tính năm 1997 Fallout.. Trong năm 2009 anh đã được IGN chọn là một trong 100 người sáng tạo trò chơi hàng đầu mọi thời đại.

## Tiểu sử
Cain đã học tại Đại học Virginia và trường ở California. Trong thời gian này, anh đã giúp một sinh viên lập trình một card name có tên là Grand Slam Bridge cho CYBRON Corporation được phát hành năm 1986. Năm 1989, anh tốt nghiệp thạc sĩ về khoa học máy tính tại Đại học California, Irvine.